# 大本營發表
大本营发表（日语：〔〕／ Daihon'ei happyō */?），又稱大本营战报，是指自1937年11月至1945年8月期间，大日本帝国陆海军最高统帅机关大本营所发布的关于中日战争和太平洋战争战况的官方声明。在初期，大本营发布的战果通常比较准确，但从中途島海战（1942年6月）开始，大本营战报开始出现夸大甚至虚假的內容。在战后，这一词语在日本逐渐演变为用来讽刺当权者和利益集团发布不可信信息的习语。

## 举例
- 莱特湾海战战报（海军省检阅第八十八号）宣称在菲律宾以东海域击沉八艘美国航空母舰、三艘巡洋舰、两艘驱逐舰、超过四艘运输船，击伤七艘美国航空母舰、一艘战列舰、两艘巡洋舰以及击落约五百架敌机[4]。
- 台灣沖航空戰战报宣称击沉十一艘敌航空母舰、击破八艘航空母舰等[5]。